# Javier Valle-Riestra
Javier Maximiliano Alfredo Hipólito Valle-Riestra González-Olaechea (Lima, 5 de enero de 1932-Lima, 6 de julio de 2024) fue un abogado constitucionalista, jurisconsulto y político peruano. Miembro y líder del Partido Aprista Peruano, ejerció como congresista de la república en el periodo 2006-2011 y como presidente del Consejo de Ministros en el gobierno de Alberto Fujimori en 1998. También fue senador en dos ocasiones, diputado y miembro de la Asamblea Constituyente presidida por Víctor Raúl Haya de la Torre.

## Biografía
Nació el 5 de enero de 1932, su padre fue Ricardo Valle-Riestra Meiggs, hijo de Alfredo Valle-Riestra Vernaza (hijo del coronel Miguel Valle Riestra) y Lucrecia Carolina Meiggs Soto. Su madre fue Hortensia González-Olaechea Olaechea, hija del clínico Max González Olaechea y Hortensia Olaechea Olaechea. Es sobrino nieto del exministro de justicia Pedro Carlos Olaechea Olaechea. 
Realizó sus estudios escolares en el Colegio Sagrados Corazones Recoleta en Lima. Estudió Derecho en la Pontificia Universidad Católica del Perú entre los años 1950 y 1956. En sus años en la universidad, asistió también al Instituto Riva-Agüero, dedicado a la investigación y estudio de la historia de la república. 
Entre 1970 y 1971 obtuvo el título de abogado en la Universidad Complutense de Madrid con la tesis La responsabilidad constitucional de los jefes de Estado. 
Está inscrito en el Colegio de Abogados de Lima y en el Colegio de Abogados de Madrid.

## Carrera política
Como estudiante de la Pontificia Universidad Católica del Perú, participó en manifestaciones exigiendo la legalidad de los partidos políticos, así como elecciones libres y democráticas. Debido a estas participaciones, conoció a Ramiro Prialé, quien lo motivó para buscar el retorno a la legalidad del Partido Aprista. Valle-Riestra defendió al Partido Aprista Peruano en mítines con sus exposiciones retóricas.
Debido a su simpatía por Fidel Castro y la revolución cubana desde una postura aprista, Valle-Riestra se separó del APRA y pasó a ser parte del APRA Rebelde, de Luis de la Puente Uceda. Sin embargo, rompió con dicha agrupación antes del comienzo de las acciones guerrilleras debido a la predominancia del marxismo-leninismo en el discurso de sus militantes, lo que le llevó a retornar al APRA.
En las elecciones municipales de Lima de 1963, postuló como regidor de la lista por la que postulaba María Delgado de Odría de la coalición APRA-UNO. En las elecciones de 1966, también postuló como regidor del candidato aprista Jorge Grieve Madge. 
De 1963 a 1969, fue regidor de la Municipalidad Metropolitana de Lima, electo por el Partido Aprista Peruano. 
En el año 1969, fue acusado penalmente por el régimen militar de Juan Velasco Alvarado por supuestamente planificar una maniobra en contra de la reforma agraria que realizaba el gobierno; debido a que sus familiares políticos (la familia Pardo) eran accionistas de la agrícola Pucalá y habían cobrado por la reforma. El empresario Roberto Letts alertó a Valle-Riestra sobre la acusación y este tomó un vuelo con destino a Londres vía París. En diversas entrevistas, Valle-Riestra comenta que en el viaje de ida conversó con el hijo del expresidente boliviano Enrique Peñaranda, quien le recomendó exiliarse en Madrid.   
Permaneció en Madrid desde finales de 1969. Durante su estancia en la capital española, se alojó en casa de Arturo Gil de Santivañes y Baselga, con quien trabajó en su estudio de abogados. El gobierno peruano pidió su extradición, pero esta fue negada por el Consejo de Ministros de Francisco Franco. En ese entonces, Valle-Riestra se nacionalizó español.
En 1976, Valle-Riestra regresó al Perú y se le absolvió de las acusaciones.
Ha sido presidente de la Comisión Ejecutiva del Colegio de Abogados de Lima, así como vicepresidente de la sección peruana de la Asociación Latinoamericana de Derechos Humanos.
En 1995, se incorporó a la comisión consultiva del Ministerio de Relaciones Exteriores sobre el conflicto con Ecuador. Como miembro de dicho grupo defendió los límites del Perú cuestionados por Ecuador como embajador en Misión especial ante España, Alemania e Italia.

### Diputado constituyente
En 1978 postuló a la  Asamblea Constituyente por el APRA resultando elegido para el periodo 1978-1980.
Como diputado constituyente, participó junto con Víctor Raúl Haya de la Torre para incluir algunas de sus propuestas en dicha Carta Magna. Entre sus aportes a la constitución estuvieron el estatuto de los derechos del hombre, la Defensoría del Pueblo, el Tribunal de Garantías Constitucionales y la jurisdicción supranacional como la Convención Americana sobre Derechos Humanos y el Pacto Internacional de Derechos Civiles y Políticos.

### Diputado por Lima
En las elecciones de 1980, fue elegido como diputado por el APRA para el periodo 1980-1985. Presidió la Comisión de Derechos Humanos de la cámara baja de 1980 a 1981.

### Senador de la República
En las elecciones de 1985, fue elegido como senador con 123 859 votos preferenciales para el periodo 1985-1990. Presidió la Comisión de Derechos Humanos del Senado de 1985 a 1986. 
En enero de 1987 fue designado como representante del Perú ante la Comisión de Derechos Humanos de las Naciones Unidas. Como tal, presidió la delegación peruana en el 43.er periodo de Sesiones de dicho organismo.
Fue reelecto como senador en 1990 con 35,07 votos. Sin embargo, su periodo parlamentario se vio interrumpido con el autogolpe del 5 de abril de 1992. Valle-Riestra no participaría por un tiempo de la política.

### Presidente del Consejo de Ministros
En 1998, el presidente Alberto Fujimori le ofreció el cargo de presidente del Consejo de Ministros ante la renuncia de Alberto Pandolfi. El día 4 de junio, Valle-Riestra juró como presidente del Consejo de Ministros, cabe resaltar que fue el único presidente del Consejo de Ministros de un partido de oposición en la historia peruana. 
En la ceremonia, Valle-Riestra juró cumplir con el encargo en nombre de sus «viejas convicciones democráticas». En su primer encuentro con la prensa, el presidente del Consejo de Ministros se definió como enemigo de la reelección presidencial y dijo que había que «desmonarquizar» el poder.
A los pocos días de asumir el cargo, Valle-Riestra participó de la liberación de presos inocentes condenados por tribunales sin rostro que fueron indultados por el presidente Fujimori y anunció medidas en defensa de los derechos humanos.
El 6 de julio de 1998, se presentó junto con sus ministros ante el Congreso de la República para exponer la política que seguiría el nuevo gabinete y solicitar la confianza del parlamento.
En su discurso, Valle-Riestra comentó que a pesar de que en un primer momento no aceptó el cargo, el expresidente Fujimori le insistió en que su designación daría un mensaje democrático al país. 

(...) Soy un primer ministro débil, porque para la mayoría parlamentaria, como es lógico, soy un advenedizo; soy un primer ministro débil porque la oposición no cree en mí; soy un ministro débil porque al revés del Primer Ministro francés que es fruto de la mayoría parlamentaria y que puede llevar a Chirac con Mitterrand, o a Jospin con Chirac o de la mayoría parlamentaria española que puede llevar a Aznar donde el rey, a mí no me ha traído la mayoría parlamentaria, me ha traído el Presidente de la República y tengo tres personas que pueden destituirme: el Parlamento como primer poder del Estado, el Jefe de Estado y yo mismo, esos son los tres problemas que asechan mi presencia en el Consejo, es una presidencia débil, pero por eso es que yo vengo a buscar la confianza, a pedir que se crea en mí, y por eso es que me preocupa mucho el problema de la juventud. (...)
Javier Valle-Riestra, 6 de julio de 1998

Uno de los primeros anuncios de Valle-Riestra fue el retiro de los destacamentos de las Fuerzas Armadas asignadas a las universidades en el país. También reiteró su posición sobre la Ley de Interpretación Auténtica que permitía la reelección presidencial y anunció que apoyaría un referéndum para que los ciudadanos decidan sobre su aplicación.

(...) vengo a manifestar que dentro de toda la problemática que agobia a los opositores en el asunto de la Ley de Interpretación Auténtica, sobre la que ya he dado mis interpretaciones, ha habido dos tesis, derogarla es entrar en el juego maquiavélico; entonces, hay que ir al referéndum. (...)Yo anunció que en cuanto todo se halle expedito, cuando se depuren las firmas y se reciban las instrucciones del organismo electoral, en el día convocaré al referéndum para que el país decida la situación. Vox populi vox dei (...)
Javier Valle-Riestra, 6 de julio de 1998

El discurso continuó con las principales medidas sobre relaciones internacionales, integración, medidas económicas ante la crisis asiática, promoción de la inversión y modernización del estado. De la misma manera, Valle-Riestra anunció las acciones que del gobierno para atender a los afectados por el fenómeno de El Niño.
Valle-Riestra solicitó al Congreso que revise las últimas leyes aprobadas que habían generado polémica, tales como la de Interpretación Auténtica, las de reforma del sistema judicial y las referidas a la intervención en universidades nacionales. De la misma manera, el presidente del Consejo de Ministros sugirió la creación de una comisión ad hoc de reforma constitucional.
El debate por la cuestión de confianza se prolongó y la sesión fue retomada el día siguiente (7 de julio). Valle-Riestra y los ministros asistieron al Congreso nuevamente y participaron en el debate parlamentario. Finalmente, la cuestión de confianza fue aprobada con sesenta y ocho votos a favor, treinta y dos en contra y dos abstenciones.

Pues yo les digo: Vamos a ensayar un fenómeno distinto en el Derecho Constitucional. Un hombre que no nace de la mayoría parlamentaria puede llegar al premierato. Vamos a crear —el mismo Presidente Fujimori lo ha dicho— un contrapeso (...) De manera que he afirmado que no quiero ser Presidente del Consejo de Ministros, yo quiero despresidencializarlo; no quiero un organismo burocrático, quiero desburocratizarlo; quiero ser un ombudsman, un defensor de los derechos humanos y de las libertades políticas.
Javier Valle-Riestra, 6 de julio de 1998

Valle Riestra se mostró en contra de las intenciones de reelección del expresidente Fujimori y defendió abiertamente la Constitución; subscribió dos veces las listas en las cuales los peruanos pedían un referéndum para derogar una ley que faculta al mandatario postularse a una segunda reelección en las elecciones del 2000 y además defendió el retorno a la Constitución de 1979.
Su permanencia en ese cargo le costó tener asperezas con algunos miembros del APRA, quienes desaprobaban totalmente al régimen fujimorista. Valle-Riestra tuvo durante esta época, una tensa relación con Alan García.
El 8 de agosto de 1998, Valle-Riestra renunció al cargo debido a que sus esfuerzos por democratizar el país no eran viables. Fue reemplazado el 21 de agosto por Alberto Pandolfi, quien había sido presidente del Consejo de Ministros anteriormente.

### Congresista de la República
En 2005, Alan García le ofreció un cupo para la lista al Congreso de la República del Perú (en el número 35 de la lista) por Lima Metropolitana. 
En las elecciones generales de 2006 fue elegido congresista por el APRA para el periodo 2006-2011 con 32 699 votos preferenciales. Valle-Riestra juró como congresista por la defensa y la restauración de la constitución de 1979, a la que considera como legítima.
Como congresista, fue miembro de la Comisión de Constitución y de la Comisión del Bicentenario.
Valle-Riestra afirmó que el nunca quiso resultar electo en un Congreso unicameral, ya que él es un gran defensor de la bicameralidad. Luego, presentó un proyecto de ley para modificar la constitución. Ante la negativa del parlamento, el abogado presentó una renuncia al cargo ante el poder judicial, la que prosperó el año 2013, 2 años después de dejar el cargo.

## Controversias

### Abogado de Ollanta Humala y pedido de amnistía para participantes del Andahuaylazo
Tras el levantamiento de Locumba, Valle-Riestra se convirtió en el abogado de Ollanta Humala, líder de la insurrección contra el gobierno de Fujimori y preso por tal acto. Tras la amnistía a Ollanta, Valle-Riestra calificó tal acción como "punto final" a los acontecimientos suscitados. Luego del Andahuaylazo, protagonizado por Antauro Humala, Valle-Riestra solicitó la amnistía para los participantes del levantamiento. Durante el gobierno de Ollanta Humala, Valle-Riestra se pronunció a favor de una candidatura de Nadine Heredia, además de criticar a Ollanta por haberse "tranquilizado" ante el poder y mantener el statu quo.

### Abogado de Víctor Polay Campos
En el 2003, Valle-Riestra se convirtió en el abogado de Víctor Polay Campos, líder del MRTA. En el año 2023, se descubrió que el año anterior Valle-Riestra fue parte de los firmantes de la demanda interpuesta por Polay Campos ante la Comisión Interamericana de Derechos Humanos (CIDH) contra el Estado peruano.

## Publicaciones
- El fraude y la Interpol (1973)
- Facultades delegadas, indemnización a la oligarquía, 2 discursos parlamentarios (1980)
- El Tribunal de Garantías Constitucionales: el caso de votos nulos y blancos (1986)
- La responsabilidad constitucional del jefe de estado (1987)
- Diplomacia democrática y derechos humanos (1987)
- La extradición: principios, legislación, jurisprudencia (1989)
- La jurisdicción supranacional: defensa de la competencia contenciosa de la CIDH (2000)
- Código Procesal Constitucional: comentado, concordado, anotado, jurisprudencia, formularios (2004)
- Tratado de la extradición (2004)
- Manual de los derechos humanos (2016)

## Reconocimientos
- Orden de Francisco García Calderón del Colegio de Abogados de Lima.
- Laureles Jurídicos y Políticos de la Facultad de Derecho y Ciencias Políticas de la Universidad Nacional Federico Villarreal.
- Doctorado honoris causa de la Universidad Privada Antenor Orrego
- Profesor honoris causa de la Universidad de Chiclayo